# Kazimierówka
Kazimierówka este o arie protejată (sit de importanță comunitară — SCI) din Polonia întinsă pe o suprafață de 165,45 ha, integral pe uscat.

## Localizare
Centrul sitului Kazimierówka este situat la coordonatele 50°40′54″N 23°36′48″E / 50.6818°N 23.6133°E.

## Înființare
Situl Kazimierówka a fost declarat sit de importanță comunitară în octombrie 2009 pentru a proteja 1 specie de plante.

## Biodiversitate
Situată în ecoregiunea continentală, aria protejată conține 1 habitat natural: Păduri de stejar și carpen Galio-Carpinetum.
La baza desemnării sitului se află o specie protejată de  plante: papucul doamnei (Cypripedium calceolus).